# PBair

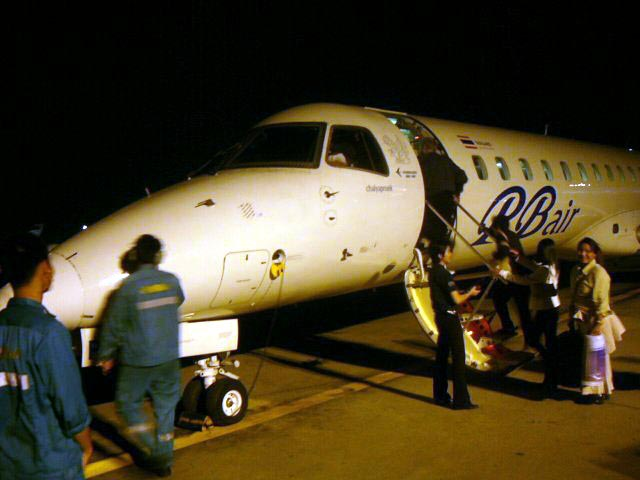
Embraer ERJ 145 en Sakon Nakhon.

PB Air es una aerolínea regional con base en Bangkok, Tailandia. Opera vuelos internos e internacionales programandos y chárter. Su base principal es el Aeropuerto Suvarnabhumi.

## Códigos
- Código IATA : 9Q
- Código OACI: PBA
- Llamada: PB Air

## Historia
La aerolínea fue fundada en 1990 por el Dr. Piya BhiromBhakdi, presidente de la cervecería Boonrawd, la más grande cervecería de Tailandia. Inicialmente fue utilizada para vuelos del personal de la cervecería. En 1995, recibió la licencia para ofrecer vuelos chárter e inició operaciones en 1997. En febrero de 1999 inició la explotación de vuelos de itinerario en alianza con Thai Airways International y Air Andaman. 

## Servicios
PB Air opera los siguientes servicios (enero de 2005):
- Vuelos internos hacia: Bangkok, Krabi, Lampang, Nakhon Phanom, Nakhon Si Thammarat, Nan, Phetchabun, Roi Et, Sakon Nakhon y Trang.

- Vuelos internacionales programados hacia: Da Nang, Luang Prabang y Nyaung-u.

## Flota
La flota de Pbair consta de los siguientes aviones (junio de 2005):
- 2 Embraer ERJ-145